# Philosophie in der Schweiz
Philosophie gibt es in der Schweiz seit dem Mittelalter. In der frühen Neuzeit war Basel ein intellektuelles Zentrum. Zur Zeit der Aufklärung haben zweisprachige Schweizer Gelehrte eine Vermittlerrolle gespielt.
Die Frage nach einer schweizerischen Philosophie ist 1945 aufgeworfen und seither stets verneint worden: Es gibt keine schweizerische Philosophie im Sinne einer eigenständigen Strömung oder Schule. Die Philosophie, die in der Schweiz betrieben wird, kann als Teil der europäischen oder als Teil der deutschsprachigen und französischsprachigen Philosophie angesehen werden.

## Geschichte

### Mittelalter
In der Fürstabtei St. Gallen wirkt im 10. und 11. Jahrhundert der Benediktiner-Mönch Notker Labeo. Er ist der erste Aristoteles-Kommentator des Mittelalters. Seine Übertragungen ins Althochdeutsche prägen die philosophische Terminologie im deutschsprachigen Raum. Im 12. und 13. Jahrhundert war die Klosterschule Engelberg aktiv. Der Abt Frowin, inspiriert von Pierre Abaelard, befasste sich mit dem Problem der Willensfreiheit.

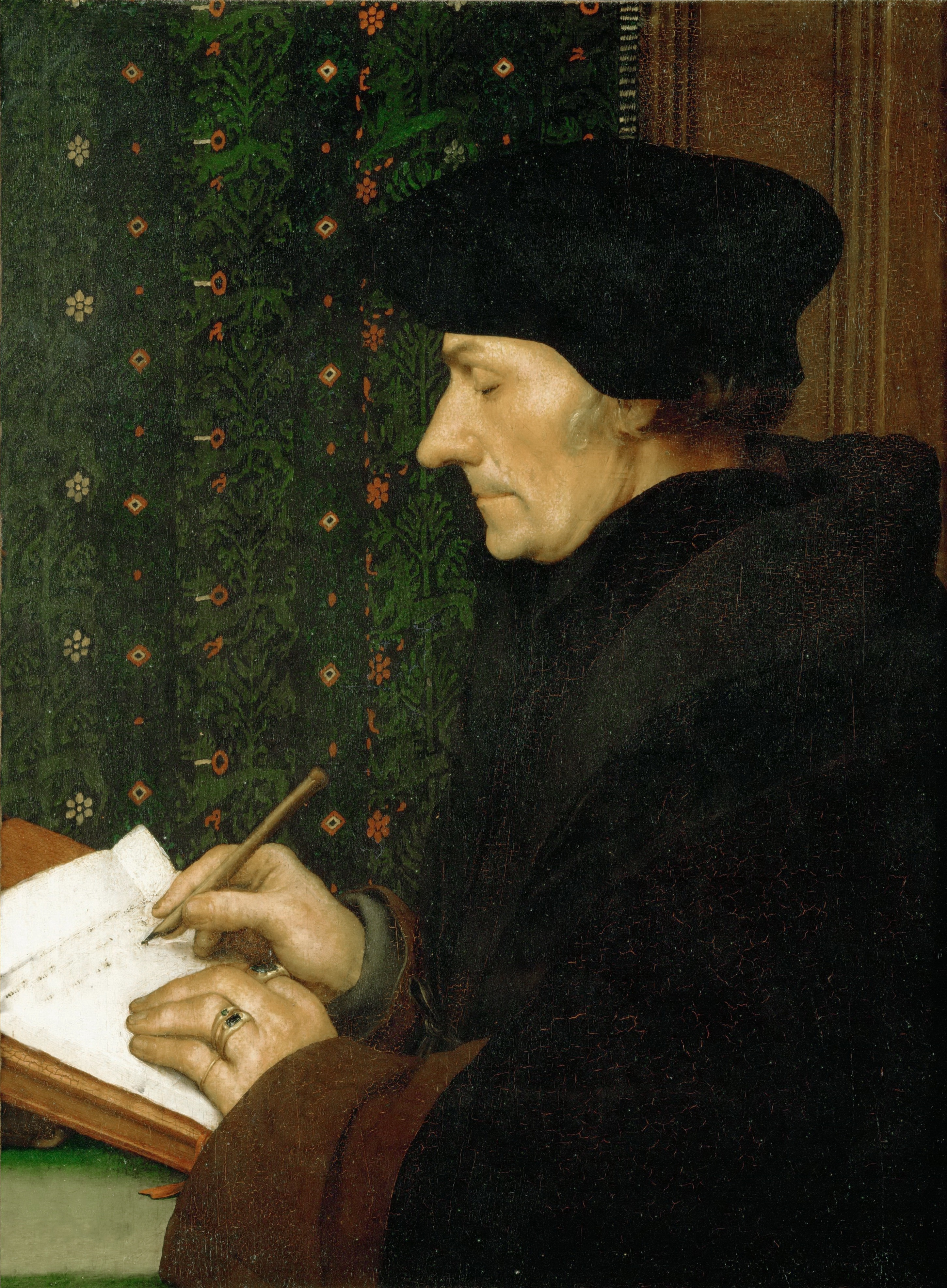
Erasmus von Rotterdam gemalt von Hans Holbein dem Jüngeren (1523)

### Renaissance und Humanismus
In der frühen Neuzeit, d. h. im 15. und 16. Jahrhundert, zur Zeit der Renaissance, ist Basel ein intellektuelles Zentrum. 1460 wird die Universität Basel mit vier Fakultäten (Artistenfakultät, juristische, medizinische und theologische Fakultät) gegründet. Hier lehren unter anderen die Humanisten Erasmus von Rotterdam, Sebastian Münster und Simon Grynaeus, und der aus Einsiedeln stammende Arzt und Mystiker Paracelsus.

### Neuzeit

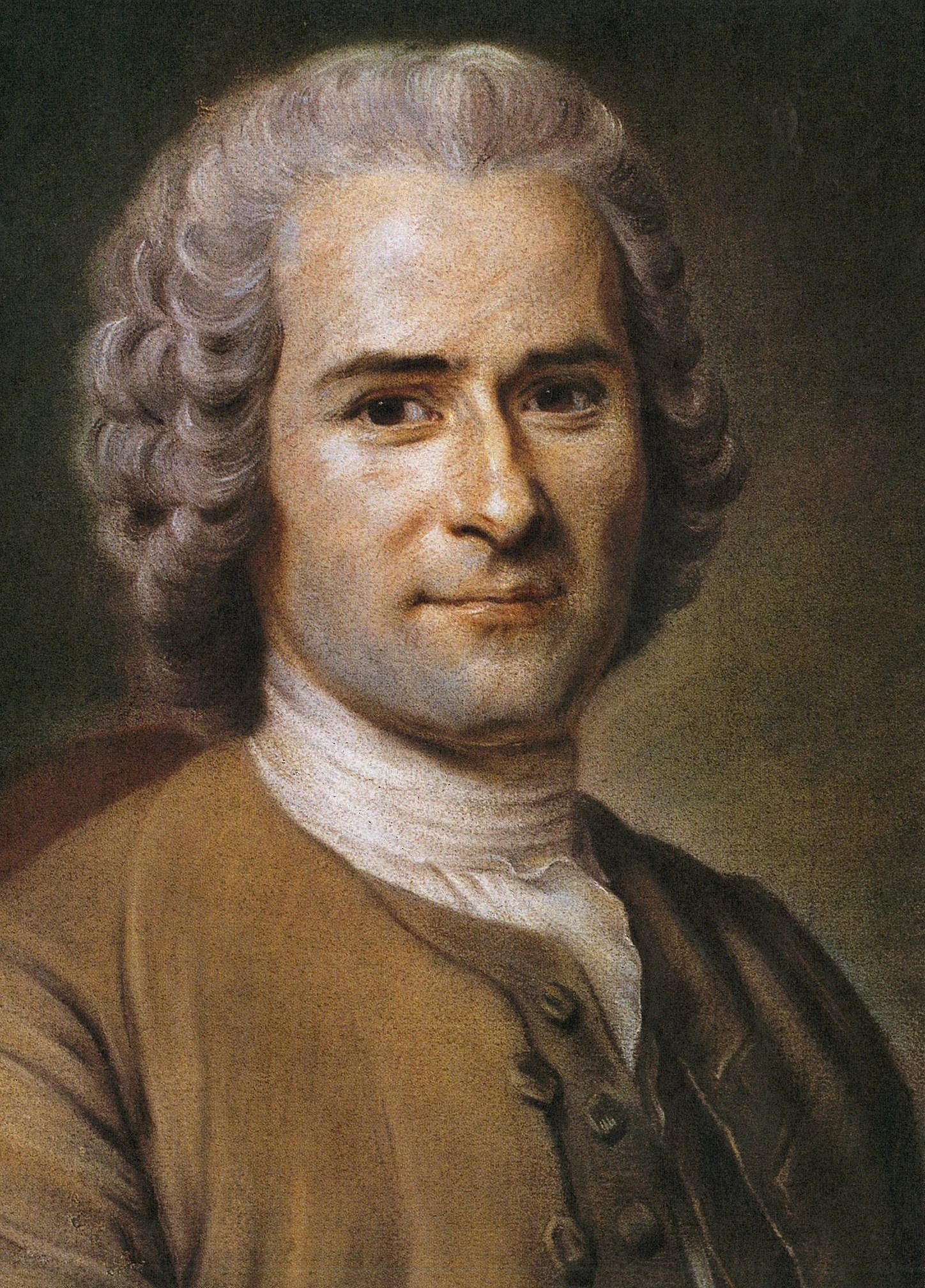
Jean-Jacques Rousseau, Pastell von Maurice Quentin de La Tour, 1753

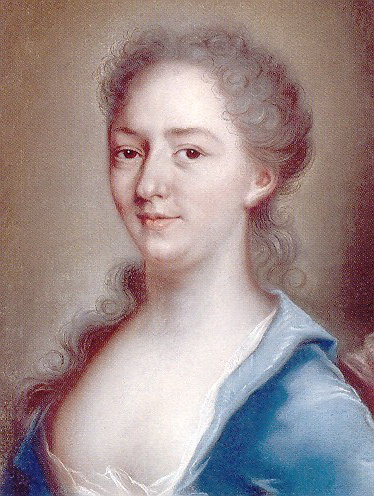
Julie Bondeli

In der Aufklärung spielten Schweizer Gelehrte eine Vermittlerrolle. Zum Beispiel der Berner Beat Ludwig von Muralt mit seinen «Lettres sur les Anglais et les Français et sur les Voyages» (1725), Johann Jakob Scheuchzer mit seinen Briefwechseln und Johann Heinrich Meister mit seiner Mitarbeit bei der «Correspondance littéraire, philosophique et critique» trugen zum europäischen Ideenaustausch bei.
Erkenntnistheorie: Johann Heinrich Lambert, Philosoph und Mathematiker aus Mülhausen, das damals ein Zugewandter Ort der Eidgenossenschaft war, entwickelte in Auseinandersetzung mit Locke und Wolff eine rationalistische Erkenntnistheorie und beeinflusste damit Kant, mit dem er in regem Briefkontakt stand. Lambert ist bekannt dafür, dass er die Irrationalität der Zahl Pi bewies.
Gesellschaftsphilosophie und Pädagogik: Der in Genf geborene Jean-Jacques Rousseau (1712–1778) prägt mit seinem Erziehungsroman Émile die Pädagogik und mit dem Gesellschaftsvertrag die politische Philosophie ebenso wie die politische Entwicklung. Der Zürcher Johann Heinrich Pestalozzi (1746–1848) nimmt seine Gedanken zur Erziehung auf und entwickelt sie weiter. Der Berner Philipp Albert Stapfer (1766–1840) interessierte sich für die Ideen Pestalozzis, war ab 1792 Professor für Philologie in Bern und nahm an den Diskussionen mit Maine de Biran in Paris teil. In Bern bildet sich um die Salonière Julie Bondeli (1732–1778) ein intellektueller Kreis, der sich unter anderem der Lektüre und Diskussion der Werke von Voltaire, Rousseau, Montesquieu und anderer Aufklärer widmete.
Naturphilosophie: Charles Bonnet (1720–1793) widmete sich zunächst der biologischen Forschung – das Charles-Bonnet-Syndrom ist nach ihm benannt –, doch als ihm ein Augenleiden weitere mikroskopische Beobachtungen verunmöglichte, begann er sich spekulativen Forschungen zu widmen und befasste sich insbesondere mit dem Christentum. Er schrieb eine Abhandlung über das Weiterleben nach dem Tode (Idées sur l'état futur des êtres vivants, ou Palingénésie philosophique, Genf 1769), die von Johann Caspar Lavater (1741–1801) unter dem Titel «Philosophische Untersuchung» der Beweise für das Christentum (Zürich 1771) teilweise ins Deutsche übersetzt. Daraufhin entspann sich eine viel beachtete briefliche Auseinandersetzung zwischen Lavater und Moses Mendelssohn, die allerdings zu keiner Einigung führte.

### 19. Jahrhundert
Im 19. Jahrhundert wurden in Bern, Genf, Lausanne, Neuenburg, Freiburg und Zürich Universitäten errichtet. Das philosophische Denken wurde weiterhin stark von geistigen Richtungen in Deutschland und Frankreich beeinflusst. In den katholischen Landesteilen verbreitete sich, angeregt durch ein Rundschreiben Leos XIII. von 1879 über katholische Mittelschulen und theologische Fakultäten, neuscholastische (thomistische) Philosophie.
Naturphilosophie: Ignaz Paul Vitalis Troxler (1780–1866) war ein Schüler von Schelling und Hegel. Vom Volk von der Universität Basel verjagt kam er 1834 nach Bern und wurde erster Professor für Philosophie an der neu gegründeten Universität Bern. Henri-Frédéric Amiel (1821–1881), ebenfalls ein Schüler von Schelling, war von 1854 bis zu seinem Tod Professor für Philosophie in Genf.

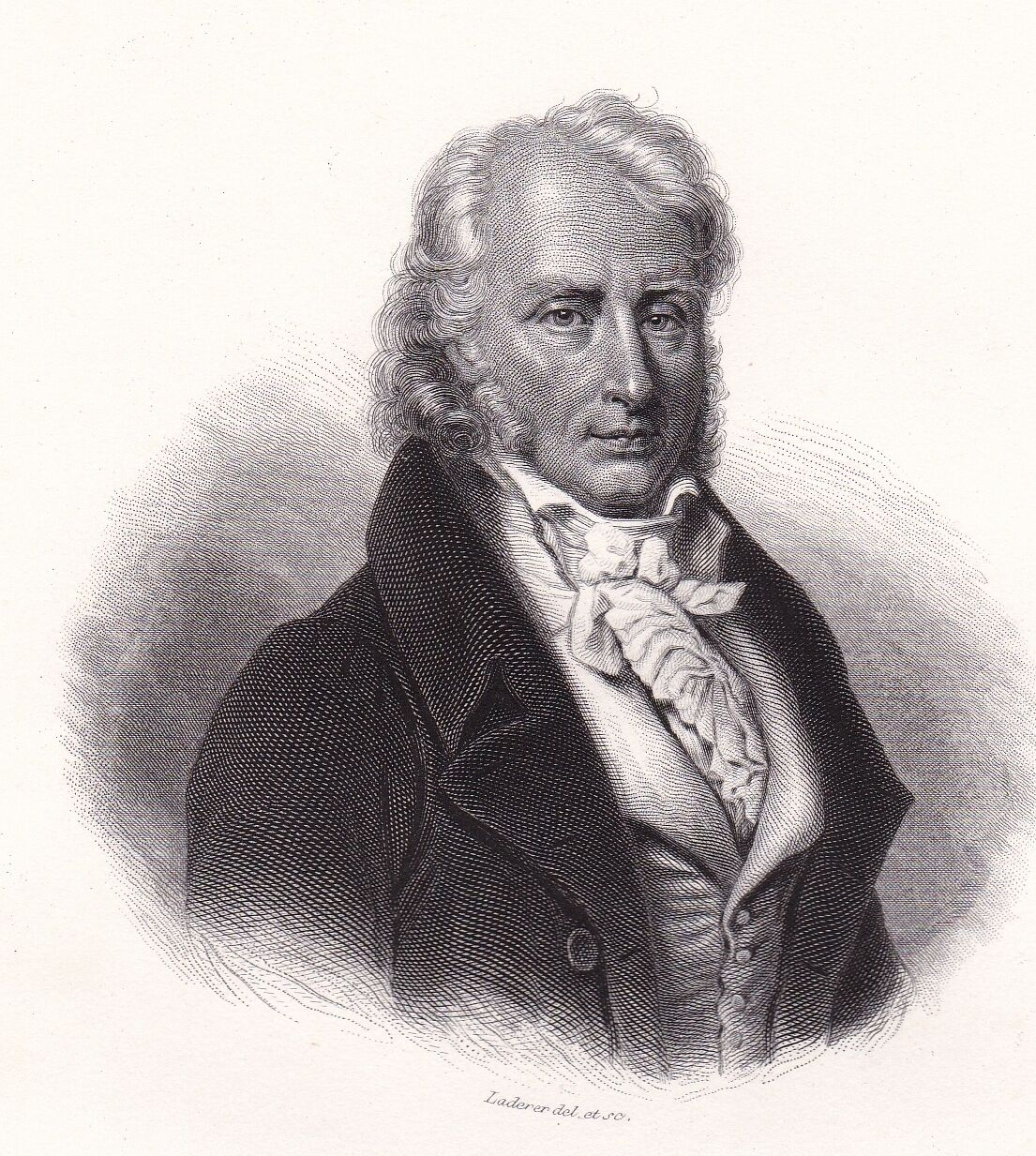
Benjamin Constant

Staatstheorie: Benjamin Constant (1767–1830) verfasste staatstheoretische Schriften und wurde damit zum Mitbegründer des Liberalismus. Einer der frühesten Kritiker des Kapitalismus war Jean-Charles-Léonard Simonde de Sismondi (1773–1842).
Historismus: Vertreter der Historismus war der Basler Humanist und Kulturhistoriker Jacob Burckhardt (1818–1897). Von 1869 bis 1879 war Friedrich Nietzsche in Basel Professor für Altphilologie.
Wissenschaftstheorie: Von 1870 bis 1872 lehrte Friedrich Albert Lange, der Begründer der Marburger Schule des Neukantianismus, an der Universität Zürich. Begründer und Vertreter des Empiriokritizismus war der deutsche Philosoph Richard Avenarius (1843–1896), der ab 1877 an der Universität Zürich lehrte. August Stadler (1850–1910) war ein neukantianischer Erkenntnis- und Wissenschaftstheoretiker an der ETH Zürich.
Sprachwissenschaft und Sprachphilosophie: Die Arbeiten des Genfer Sprachwissenschaftlers Ferdinand de Saussure (1857–1913) waren von grundlegender Bedeutung für die Entwicklung des Strukturalismus. Anton Marty (1847–1914) wurde 1869 geistlicher Professor für Philosophie am Kollegium Schwyz, 1872 verliess er die Schweiz und wurde 1875 Professor an der neu gegründeten Universität Czernowitz. 1880 kam er an die Karlsuniversität Prag. Seine Studien zu den Sprachfunktionen hatten grossen Einfluss auf Karl Bühler und Edmund Husserl.
Philosophie und Theologie: Das Interesse an der Frage um das Verhältnis von Philosophie und Theologie führte zur Gründung von zwei Zeitschriften: 1868 die Revue de théologie et de philosophie von Westschweizer Philosophen und Theologen gegründet und 1886 das von Dominikanern getragene Jahrbuch für Spekulative Theologie, das 1914 den Namen Divus Thomas und 1954 den heutigen Namen Freiburger Zeitschrift für Philosophie und Theologie erhielt.

### 20. Jahrhundert
Die erste Professorin: Die russisch-schweizerische Philosophin Anna Tumarkin (1875–1951) wurde 1906 Honorarprofessorin und 1908 Extraordinaria an der Universität Bern. Sie war die erste Professorin Europas, welche das Recht hatte, Doktoranden und Habilitanden zu prüfen.
Existenzphilosophie und Anthropologie: Der Basler Paul Häberlin (1878–1960) gilt als Vertreter der Existenzphilosophie. Häberlin war 1912–1922 Professor in Bern – sein Nachfolger wurde Carlo Sganzini (Professor von 1923 bis 1943) – und von 1922 bis 1948 Professor in Basel. Karl Jaspers (1883–1969) wurde sein Nachfolger und war Professor von 1948 bis 1961. Seine Schülerin, Jeanne Hersch war in Genf Professorin für Philosophie von 1962 bis 1977. Persönlicher Assistent von Jaspers 1962–1969 war der Berner Hans Saner (1934–2017). Saner verwaltete Jaspers Nachlass. Ein weiterer Existenzphilosoph an der Universität Basel war Heinrich Barth, der Bruder des bekannten Theologen Karl Barth. Adolf Portmann (1897–1982), Professor für Zoologie ab 1931 in Basel, veröffentlichte Arbeiten zur philosophischen Anthropologie.

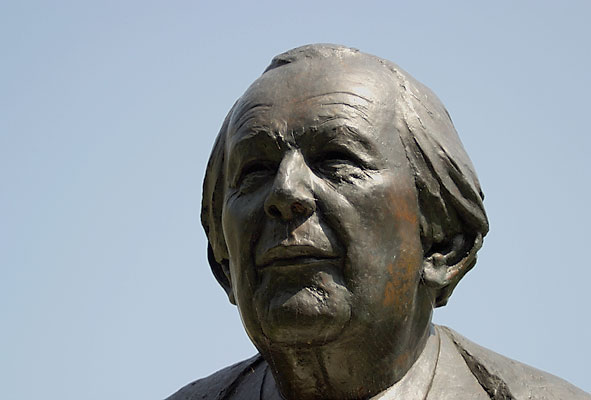
Büste von Jean Piaget im Park des Bastions in Genf

Entwicklungspsychologie: Der Genfer Jean Piaget (1896–1980) gilt als einer der Wegbereiter der modernen Entwicklungspsychologie. Er war von 1929 bis 1954 Professor für Psychologie an der Universität Genf und gründete das Centre International d’Epistemologie. Sein wissenschaftstheoretischer Ansatz setzte sich von dem damals vorherrschenden Behaviorismus ab.
Logik und analytische Philosophie: Der Berner Ferdinand Gonseth (1890–1975) war Mathematiker und Philosoph und von 1929 bis 1960 an der ETH Zürich. Er begründete 1947 zusammen mit Gaston Bachelard und Paul Bernays die Fachzeitschrift Dialectica. An der Universität Freiburg war der Logiker Joseph Maria Bocheński (1902–1995) von 1945 bis 1972 Professor für Geschichte der Philosophie im 20. Jahrhundert. Bochenski ist der Gründer des Osteuropa-Instituts in Freiburg. Weitere Schweizer Logiker sind: Guido Küng, Evandro Agazzi, Henri Wermus, Jean-Blais Grize, Denis Miéville, Marie-Jeanne Borel.
Ethik und politische Philosophie: Denis de Rougemont (1906–1985). Arnold Künzli (1919–2008) war 1972–1984 Professor für politische Philosophie in Basel. Der deutsche Philosoph Otfried Höffe (* 1943) lehrte ab 1978 in Freiburg. Von 1981 bis 2001 war die deutsche Philosophin Annemarie Pieper (1941–2024), eine Vertreterin der Existenzphilosophie, Professorin in Basel. Weitere Vertreter: Hermann Lübbe, Georg Kohler, Urs Marti.
Philosophiegeschichte: Zahlreiche Philosophen beschäftigen sich mit Philosophiegeschichte, so auch der in Lausanne geborene Fernand Brunner (* 1920), ab 1954 Professor in Neuenburg, der Basler Gerhard Huber (1923–2007), ab 1956 Professor an der ETH Zürich, André-Jean Voelke (1925–1991) ab 1976 in Lausanne, Gerhard Seel (1940), Professor in Neuenburg ab 1982, später in Bern bis 2005, Andreas Graeser (1942–2014), Professor für Philosophie in Bern 1979–2007, der Altphilologie Olof Gigon, der als Übersetzer platonischer Dialoge bekannt wurde, Rafael Ferber, der Luzerner Ruedi Imbach (* 1946), von 1979 bis 2000 Professor für Philosophie des Mittelalters in Freiburg, seit 2000 in Paris. Ein besonderes Projekt ist die Neubearbeitung des von Friedrich Ueberweg begründeten Grundrisses der Geschichte der Philosophie, die von Helmut Holzhey herausgegeben wird.
Schweizer ausserhalb der Schweiz: Mehrere bekannte Schweizer Philosophen sind ausserhalb der Schweiz tätig, darunter Peter Bieri (Berlin), Dominik Perler (Berlin), Ruedi Imbach (Paris), Walther Christoph Zimmerli (Cottbus), Andreas Urs Sommer (Freiburg).
Sonstige: Henri Lauener, Professor für Philosophie in Bern von 1973 bis 2002, trug massgeblich zur Entwicklung der Philosophie in der Schweiz bei: Er entwickelte in Auseinandersetzung mit der Philosophie von Quine die «offene Transzendentalphilosophie», war Herausgeber von Dialectica und organisierte zwischen 1973 und 1993 eine Reihe Kongresse in Bern und Biel, an denen führende Philosophen der ganzen Welt teilnahmen, namentlich Quine und Davidson.
Gründung von Gesellschaften und Zeitschriften: Die Revue de Théologie et de Philosophie wurde zum Organ der 1928 gegründeten Société romande de Philosophie. Diese schloss sich 1940 zur Schweizerischen Philosophischen Gesellschaft zusammen. Diese gibt ein Jahrbuch heraus, das seit 1946 den Namen Studia Philosophica trägt. 1947 wurde von Bachelard, Gonseth und Bernays die international bekannte Fachzeitschrift Dialectica gegründet. 1948 entstand auf Initiative von F. Fiala, S. Gagnebin und E.J. Walter die Schweizerische Gesellschaft für Logik und Philosophie der Wissenschaften in Zürich.

## Heutige Situation

### Forschung
Die philosophische Forschung findet hauptsächlich an den Universitäten statt. Es bestehen circa. 40 Lehrstühle. An acht Universitäten kann ein Studium in Philosophie abgeschlossen werden (Basel, Bern, Freiburg, Genf, Lausanne, Luzern, Neuenburg, Zürich).

#### Genferseeregion(Région lémanique)
- Université de Genève in Genf: Philosophie des Mittelalters: Laurent Cesalli, Analytische Philosophie: Fabrice Correia, Antike Philosophie: Paolo Crivelli, Katerina Ierodiakonou, Emotionen:  Julien Deonna, Fabrice Teroni, Wissenschaftstheorie: Marcel Weber, Christian Wüthrich
- Université de Lausanne in Lausanne: Wissenschaftsphilosophie: Michael Esfeld., Politische Philosophie: Simone Zurbuchen
- École polytechnique fédérale de Lausanne (EPFL) in Lausanne

#### Espace Mittelland
- Universität Bern in Bern
Praktische Philosophie: Markus Stepanians, Anna Goppel, Andreas Müller,
Theoretische Philosophie: Vera Hoffmann-Kolss
Wissenschaftsphilosophie: Claus Beisbart
Philosophiegeschichte: Richard King
- Universität Freiburg/Université de Fribourg in Freiburg
Antike Philosophie: Béatrice Lienemann
Philosophie des Mittelalters: Kristell Trego
Neuzeitliche und zeitgenössische Philosophie: Gianfranco Soldati,
Sprachphilosophie und Philosophie des Geistes: Martine Nida-Rümelin
Ethik und Politische Philosophie: Ralf Bader
Ästhetik und Kunstphilosophie: Emmanuel Alloa
- Université Neuchâtel in Neuenburg
Oliver Massin, Daniel Schulthess

#### Nordwestschweiz
- Universität Basel in Basel: Theoretische Philosophie: Markus Wild, Praktische Philosophie: Angelika Krebs, Philosophiegeschichte: Gunnar Hindrichs, Philosophie der Antike und des Mittelalters: Maarten Hoenen

#### Zürich
- Universität Zürich in Zürich: Hans-Johann Glock, Katia Saporiti, Christoph Halbig, Peter Schaber, Francis Cheneval, Wolfgang Rother
- Eidgenössische Technische Hochschule Zürich (ETHZ) in Zürich: Michael Hampe, Lutz Wingert

#### Zentralschweiz
- Universität Luzern in Luzern: Theoretische Philosophie: Nadja El Kassar, Praktische Philosophie: Martin Hartmann, Metaphysik: Giovanni Ventimiglia (kath. Theologie)

#### Tessin(Ticino)
- Università della Svizzera italiana (USI/SUP) in Lugano und Mendrisio

#### Ostschweiz
- Fachbereich Philosophie der Universität St. Gallen (HSG) in St. Gallen: Christine Abbt

### Gesellschaften und Zeitschriften
Die grösste Gesellschaft ist die Schweizerische Philosophische Gesellschaft (SGP). Sie vereinigt mehrere regionale philosophische Gesellschaften, die kontinuierlich öffentliche Vortragsreihen organisieren, und den Schweizerischen Verband der Philosophielehrer an Mittelschulen. Die Schweizerische Philosophische Gesellschaft organisiert alle zwei Jahre ein nationales Symposium. Das Organ der Gesellschaft ist die Zeitschrift Studia Philosophica.
Weitere Gesellschaften sind die Schweizerische Gesellschaft für Logik und Philosophie der Wissenschaften, Schweizerische Vereinigung für Rechts- und Sozialphilosophie, die Lauener-Stiftung, deren Zweck das Verleihen von Preisen für herausragende Leistungen in analytischer Philosophie ist.
Weitere Zeitschriften sind: Revue de théologie et de philosophie, Freiburger Zeitschrift für Philosophie und Theologie, Dialectica (Organ der Europäischen Gesellschaft für Philosophie ESAP) und Journal of Didactics of Philosophy. Von 2000 bis 2010 erschien zudem Facta Philosophica.

### Philosophieunterricht an Schulen

#### Philosophie an Mittelschulen

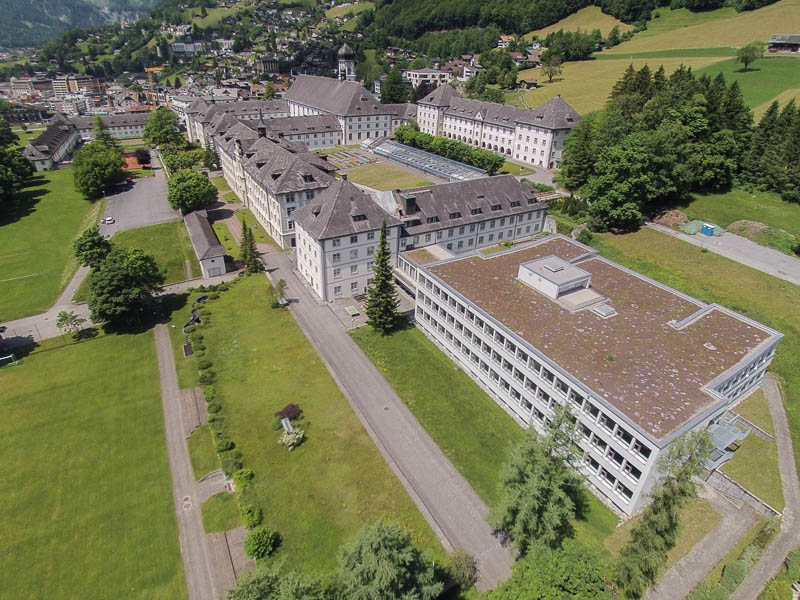
Stiftsschule Engelberg

Der Philosophieunterricht an Mittelschulen hat in der Schweiz eine lange Tradition. Sie reicht bis ins Mittelalter zurück so zum Beispiel in der Stiftsschule Engelberg oder der Stiftsschule im Kloster Einsiedeln. Der Stellenwert der Philosophie ist je nach Kanton unterschiedlich. Zwei Faktoren spielen eine Rolle, die Religion (katholisch oder reformiert) und die Sprache (Französisch oder Deutsch). In mehrheitlich katholischen Kantonen wie dem Wallis, Fribourg, Luzern, Nidwalden und anderen ist der Stellenwert höher. Ebenfalls höher ist er in den mehrheitlich französischsprachigen Kantonen wie Genf, Waadt und Neuenburg, die sich tendenziell in der Bildung an Frankreich ausrichten. In diesen Kantonen war und ist Philosophie ein obligatorisches Fach. In den mehrheitlich protestantischen und deutschsprachigen Kantonen wie Zürich, Bern und Aargau gab es die Philosophie nur als Freifach.
Mit der Bildungsreform, die zum neuen Maturitätsanerkennungsreglement (MAR) vom 15. Februar 1995 führte, blieben die Unterschiede der Tendenz nach erhalten. In mehrheitlich katholischen oder französischsprachigen Kantonen ist Philosophie Pflichtfach, nicht aber in den anderen. Dennoch kam es auch zu einer grossen Änderung: Philosophie wurde als Teil zusammen mit Psychologie/Pädagogik als Schwerpunktfach (Philosophie/Psychologie/Pädagogik) und als Ergänzungsfach eingeführt.
2006 wurde zum ersten Mal die Schweizer Philosophie-Olympiade als Qualifikationswettbewerb für die Internationale Philosophie-Olympiade durchgeführt.

#### Philosophie in der Volksschule
Das Fach Philosophie gibt es in der Volksschule nicht. Die Philosophie ist jedoch Teil des Schulfachs Ethik, Religionen und Kulturen. Im Bereich Philosophieren mit Kindern gibt es verschiedene Initiativen auch ausserhalb der Schule. Eva Zoller hat hier Pionierarbeit geleistet.

### Öffentlichkeit
Im Vergleich zu Deutschland (u. a. Carl Friedrich von Weizsäcker, Jürgen Habermas), den USA (u. a. Noam Chomsky) und Frankreich (u. a. Jean-Paul Sartre, Michel Foucault) äussern sich in der Schweiz Philosophen und allgemein Intellektuelle eher wenig medienwirksam zu gesellschaftspolitischen Themen. Ausnahmen sind unter anderem die Gesellschaftskritik von Hans Saner, die Beiträge zur Tierethik von Klaus Petrus oder die politischen Stellungnahmen von Georg Kohler.
Es wurden nationale und kantonale Ethikkommissionen geschaffen, in denen neben Philosophen auch Mediziner, Juristen und Theologen vertreten sind.
Seit einigen Jahren wird Philosophie in philosophischen Praxen angeboten. Detlef Staude ist der bekannteste Leiter einer solchen Praxis in der Schweiz.
Seit 1994 produziert das Schweizer Fernsehen die Sendung Sternstunde Philosophie. Sie wird unter anderem von Barbara Bleisch und Yves Bossart moderiert.
Es bestehen verschiedene Festivals für Philosophie. Seit 2001 finden alle zwei Jahre die Bieler Philosophietage statt. Seit einigen Jahren wird am UNESCO Welttag der Philosophie jeweils im November die lange Nacht der Philosophie in verschiedenen Städten organisiert. Seit 2018 findet jährlich das Zürcher Philosophie Festival statt. Seit 2018 werden alle drei Jahre die Basler Philosophietage durchgeführt.

### Allgemein
- Martin Bondeli: Philosophie. In: Historisches Lexikon der Schweiz.
- Artikel Philosophie. In: Schweizer Lexikon, Band 5, Luzern 1993, ISBN 3-9520144.
- Philosophie in der Schweiz. Rentsch, Zürich 1946 (mit Beiträgen von Hans Barth, Karl Dürr, Paul Häberlin u. a.)
- Anna Tumarkin: Wesen und Werden der schweizerischen Philosophie. Huber, Frauenfeld 1948.
- Henri Lauener: Wissenschaftstheorie in der Schweiz. In: Zeitschrift für allgemeine Wissenschaftstheorie, Vol. 2/2, 1971, ISSN 0925-4560, S. 291–317.
- Martin Meyer (Hg.): Philosophie in der Schweiz. Eine Bestandesaufnahme. Von Lambert (1728–1777) bis Piaget (1896–1980). Artemis, Zürich 1981, ISBN 3-7608-0551-5.
- Henri Lauener: Zeitgenössische Philosophie in der Schweiz. Haupt, Bern 1984, ISBN 3-258-03364-1.
- Wolfgang Rother: Ramus and Ramism in Switzerland. In: Mordechai Feingold, Joseph S. Freedman, Wolfgang Rother (Hrsg.): The Influence of Petrus Ramus. Studies in Sixteenth and Seventeenth Century Philosophy and Sciences. Schwabe, Basel 2001, S. 9–37, ISBN 978-3-7965-1560-6.
- Wolfgang Rother: Die Hochschulen in der Schweiz. In: Helmut Holzhey, Wilhelm Schmidt-Biggemann (Hrsg.): Grundriss der Geschichte der Philosophie, Die Philosophie des 17. Jahrhunderts, Bd. 4: Das Heilige Römische Reich Deutscher Nation, Nord- und Ostmitteleuropa. Schwabe, Basel 2001, S. 447–474, 602–603, ISBN 978-3-7965-1035-9.
- Wolfgang Rother: Die Philosophie an der Universität Basel und an den Hohen Schulen. In: Helmut Holzhey, Vilem Mudroch (Hrsg.): Grundriss der Geschichte der Philosophie, Die Philosophie des 18. Jahrhunderts, Bd. 5: Heiliges Römisches Reich Deutscher Nation, Schweiz, Nord- und Osteuropa. Schwabe, Basel 2014, S. 1449–1454, 1482, ISBN 978-3-7965-2631-2.

### Basel
- Wolfgang Rother: Zur Geschichte der Basler Universitätsphilosophie im 17. Jahrhundert. In: History of Universities 2 (1982) S. 153–191, ISSN 0144-5138.
- Wolfgang Rother: Deutsche Autoren in Basler philosophischen Disputationen 1600–1700. In: Ulrich Im Hof, Suzanne Stehelin (Hrsg.): Das Reich und die Eidgenossenschaft 1580–1650. Kulturelle Wechselwirkungen im konfessionellen Zeitalter. Universitätsverlag, Freiburg 1986, S. 77–99, ISBN 3-7278-0348-7.
- Emil Angehrn, Wolfgang Rother (Hrsg.): Philosophie in Basel. Prominente Denker des 19. und 20. Jahrhunderts. Schwabe, Basel 2011, ISBN 978-3-7965-2602-2.

### Zürich
- Wolfgang Rother: The Teaching of Philosophy at Seventeenth-Century Zurich. In: History of Universities 11 (1992) S. 59–74, ISSN 0144-5138.

### Zum Philosophieunterricht
- J. G. Senti, Zum Philosophieunterricht in der Schweiz, Zeitschrift für Didaktik der Philosophie, 1/1979, S. 158–161.
- Heinz Kleger/Alois Müller, Was soll Philosophie am Gymnasium? Gymnasium Helveticum, Heft 3/1984, S. 119–132
- Johann G. Senti/Guido Staub, La formation gymnasiale et l'enseignement de la philosophie, Gymnasium Helveticum, Sauerländer, Heft 3/1984, S. 134–138.
- Ch. Dejung, Philosophie in Zürcher Schulen?, Gymnasium Helveticum, Heft 4/1991.
- P.R. Bürcher, Der Philosophieunterricht in der Innerschweiz im Spiegel der Stoffpläne, Gymnasium Helveticum, Heft 4/1991.
- B. Bernardi, L'insegnamento della filosofia nei Licei del Cantone Ticino
- B. Bleisch «Sokratisches Erbe auf der Stundentafel. Schwerer Stand der Philosophie an Mittelschulen», in: Neue Zürcher Zeitung, 19. Juni 2001, 97.
- J. Pfister, «La philosophie dans l’enseignement secondaire en Suisse», Côté Philo 7, 33–36. Weblink
- J. Pfister, Suisse: les Olympiades de philosophie dans l'enseignement, Diotime 41 07/2009 Weblink
- J. Pfister, Fachdidaktik Philosophie. 2. Auflage, Bern: Haupt, 2014, S. 124–125.
- N. Frieden, La situation de l'enseignement de la philosophie en Suisse et son évolution dans les dix dernières années, Diotime 62 10/2014 Weblink